# 留守官
留守官（りゅうしゅかん / るすかん）とは、東アジアにおいて、皇帝（君主）が都（皇都）以外の主要都市に滞在する場合、「留守」となった皇都において皇帝の代理として国政を担当する官職・機関のことである。

## 概要
より正確には、東アジアの複都制において、皇帝（君主）が常住する皇都（京師）を離れて陪都（皇都に準ずる副都）に一時的に滞在する場合、皇帝不在の皇都で代理として国政に当たらせるためにおかれたものを「留守官」と称する。この留守官に任命されたのは一般に、皇帝から厚い信頼を受けた重臣であり、太子が代理となる場合は、留守官ではなく「太子監国」と称した。

## 日本
古代日本においては、桓武天皇時代の793年（延暦12年）まで、難波と飛鳥、あるいは大津と飛鳥、奈良と難波というような複都制がとられており、天智天皇が近江大津宮に移ったとき飛鳥の京に留守官（留守司）が設置された。
慶応4年7月17日（1868年9月3日）、新政府により「江戸ヲ称シテ東京ト為スノ詔書」が発せられ、江戸が東京と改称された。明治改元後、明治天皇が東幸のため京都（平安京）を出発、明治元年10月13日（1868年11月26日）東京に入り江戸城を東幸の皇居と定めて「東京城」と改称したが、この時留守官は設置されなかった。同年末、天皇はいったん還幸し12月22日（1869年2月3日）、京都に戻った。ついで翌明治2年2月24日（1869年4月5日）には天皇の東京滞在中は太政官（政府）も東京に移す旨が通達され、一方で岩倉具視は次なる東幸が「遷都」の考えによるものではないことを説いて京都御所内の不安解消に努めた。同年3月には2回目の東幸が行われて3月28日（新暦5月9日）天皇は東京城に入った。この時東京城は「皇城」と改称されて太政官も東京に移転され、京都には留守官が設置された。しかし当時の京都は、この地に在住する公家や藩主・役人などが民衆を巻きこみ東京再幸（あるいは東京奠都）に対する大規模な反対運動を起こし、これとともに新政府の欧化政策に不満を持つ尊攘派による政府要人の襲撃・暗殺事件が頻発するなど、騒然たる状況にあった。そして新政府内では、東京への速やかな遷都を主張する三条実美に対し、岩倉具視が京都（すなわち公家勢力）への一定の配慮を重視する勢力を代表し、両者は激しい論争を繰り広げていた。
当初、留守官の長官たる「留守長官」には鷹司輔熙、次官には岩下方平・烏丸光徳が任じられていたが、1869年（明治2年）9月の大村益次郎襲撃事件を契機に、長官は中御門経之、次官は阿野公誠・河田景与・宇田淵と、岩倉具視に近い公家・有司で固められた。彼らによって構成された留守官の役割は、京都における太政官の分身として、尊攘派残党や東京奠都反対派を監視・鎮圧し、公家社会を慰撫する点にあった。また諸社寺の監督も重要な管掌事項であった。留守官は、刑部省・大蔵省・兵部省など中央諸官庁の京都留守・出張所や地方官庁である京都府を管轄下に置いていたが、東京奠都が既成事実化することでその存在意義は薄れ、新政府内部での位置づけも低下していった。そして1871年（明治4年）までに京都御所を残して諸官庁の留守・出張所が次々に廃されたことで中央行政機関としては実体を失っていった。留守官自体も所管事項をめぐって京都府との摩擦が大きくなり、1870年（明治3年）の前半には京都府と合併されたのち同年5月には京都府から宮中へと移管された。
この過程で留守官の性格も、長官の中御門を中心に、東京奠都に反対する在京公家の立場を新政府に代弁する機関へと変質していった（これに対して槇村正直大参事を中心とする京都府では熊谷直孝らの有力商人、明石博高らの下級官人など、開明派の名望家を取り込むことに腐心した）。また1869年（明治2年）12月、保守派の公家や平田派国学者たちが東京の大学校設置に対抗して「仮大学校」（大学校代）を開校した背景には、京都が東京と対等な地位にあることをアピールしたい中御門ら留守官の暗黙の支持があったものの、この動きは新政府の承認を得られないまま進められたものであった。そして翌1870年（明治3年）7月、生徒を集められず不振となった仮大学校は廃止を余儀なくされ、12月、留守官が京都の宮内省と統合された時点で中御門は罷免された。その後、尊攘派公家の外山光輔・愛宕通旭が謀叛の罪で逮捕される二卿事件（1871年（明治4年）3月）を機に、公家社会による東京奠都反対の動きが沈静化に向かったこともあって、留守官は1871年（明治4年）8月23日に廃止となった。明治新政府は東京に「遷都」する旨の公式声明を行うことはなかったが、京都の留守官が廃止されたことで、京都から東京への「首都機能の移転」は完了したといえる。
なお1883年（明治16年）1月、最晩年の岩倉具視は「京都皇宮保存の意見書」の中で京都における「留守司ノ設置」を提言し、留守官復活と複都制に対するこだわりを見せた。この提言は岩倉没後の同年10月、宮内省「京都支庁」の設置という形で具体化され、ここには旧公家が多数任用されたが、早くも3年後の1886年（明治19年）2月には宮内省の機構改革により廃止、同省「主殿寮京都出張所」へと縮小・格下げされた。支庁設置の太政官達は1908年（明治40年）まで廃止されなかった。

## 中国
中国の歴史上、皇帝、諸侯、君主が外出する際は、太子、親王、大臣、官吏等が常に都の留守を務めており、留守、留台、居守などと称され、固定した名称を有しなかった。
隋の煬帝の時、初めて「留守」と「副留守」が設けられ、ついに官名となった。
唐の高祖李淵は、かつて太原留守に任ぜられていた。太宗李世民が高句麗征討を行った際に、李世民は、房玄齢を京城留守とした。則天武后の時には、西京長安留守が常設された。玄宗の時には、東都留守が常設された。開元11年（723年）には、太原を北都とし、東京洛陽、西京長安とともに、三都留守と称された。
北宋の時には、留守と枢密使とが使相と称された。
南宋の建炎3年（1129年）に斡啜が軍を率いて南下すると、建康行轅留守の杜充が戦わずして降伏した。
清代には、満州族発祥の地奉天を盛京将軍が鎮守し、留守に相当する職とされた。
民国初年には、留守が設けられたが、間を置かずに廃止された。